# Rio Cărbunele (Lotru)
O Rio Cărbunele é um rio da Romênia, afluente do Lotru, localizado no distrito de Vâlcea.